# انجیر هندی
انجیر هندی (نام علمی: Urostigma) نام یک زیرسرده از راسته گل‌سرخ‌سانان است.
از گونه‌های مهم آن انجیر بنگالی است.

## فرهنگ
در سرود ملی بنگلادش از این نام برده شده است